# Edward Puchalski
Edward Puchalski (ur. 16 września 1874, zm. 8 listopada 1942 w Warszawie) – polski reżyser i scenarzysta filmowy uznawany za pioniera polskiej kinematografii. 
Początkowo pracował jako dziennikarz i współpracował z zespołami amatorskimi na Śląsku. 
W 1913 podjął się ekranizacji Trylogii Henryka Sienkiewicza. Zaczął od Obrony Częstochowy, opartej na fragmentach Potopu. Nakręcono jedynie kilka scen w atelier i pierwsze sceny plenerowe; do realizacji najważniejszych zdjęć w Częstochowie nie doszło, gdyż władze carskie uniemożliwiły kontynuowanie prac nad filmem (nie zezwoliły na udział w filmie wojska ani na zaangażowanie polskich statystów). W konsekwencji Potop powstał w wytwórni moskiewskiej, z udziałem aktorów rosyjskich (rolę Kmicica grał Iwan Mozżuchin). 
Podczas I wojny światowej przebywał w Rosji, gdzie pracował w wytwórniach filmowych; przez pewien czas prowadził tam też własną wytwórnię filmową. 
Był osobą głęboko religijną. 

## Filmografia
- 1939 – Żona i nie żona – kierownictwo artystyczne
- 1939 – Bogurodzica – scenariusz
- 1938 – Kościuszko pod Racławicami – kierownictwo produkcji
- 1937 – Ordynat Michorowski – scenariusz
- 1934 – Przeor Kordecki – obrońca Częstochowy – scenariusz, reżyseria, kierownictwo artystyczne
- 1932 – Rycerze mroku – obsada aktorska
- 1928 – Ludzie dzisiejsi – reżyseria
- 1927 – Łódź, miasto pracy - reżyseria
- 1926 – Trędowata – reżyseria
- 1925 – Iwonka – scenariusz
- 1924 – O czym się nie mówi – reżyseria, scenariusz
- 1923 – Bartek zwycięzca – reżyseria, scenariusz
- 1922 – Tajemnica medalionu – reżyseria
- 1922 – Rok 1863 - reżyseria
- 1921 – We własne sidła – reżyseria
- 1921 – Tragedia Rosji i jej trzy epoki – reżyseria
- 1921 – Na jasnym brzegu – reżyseria
- 1914 – Mazepa – reżyseria (wspólnie z Piotrem Czardyninem), rola aktorska (wojewoda)
- 1914 – Słodycz grzechu – reżyseria
- 1914 – Ach, te spodnie! – reżyseria
- 1913 – Obrona Częstochowy – reżyseria

## Odznaczenia
- Złoty Krzyż Zasługi (25 marca 1938)[1]